# Partit dels Barrets

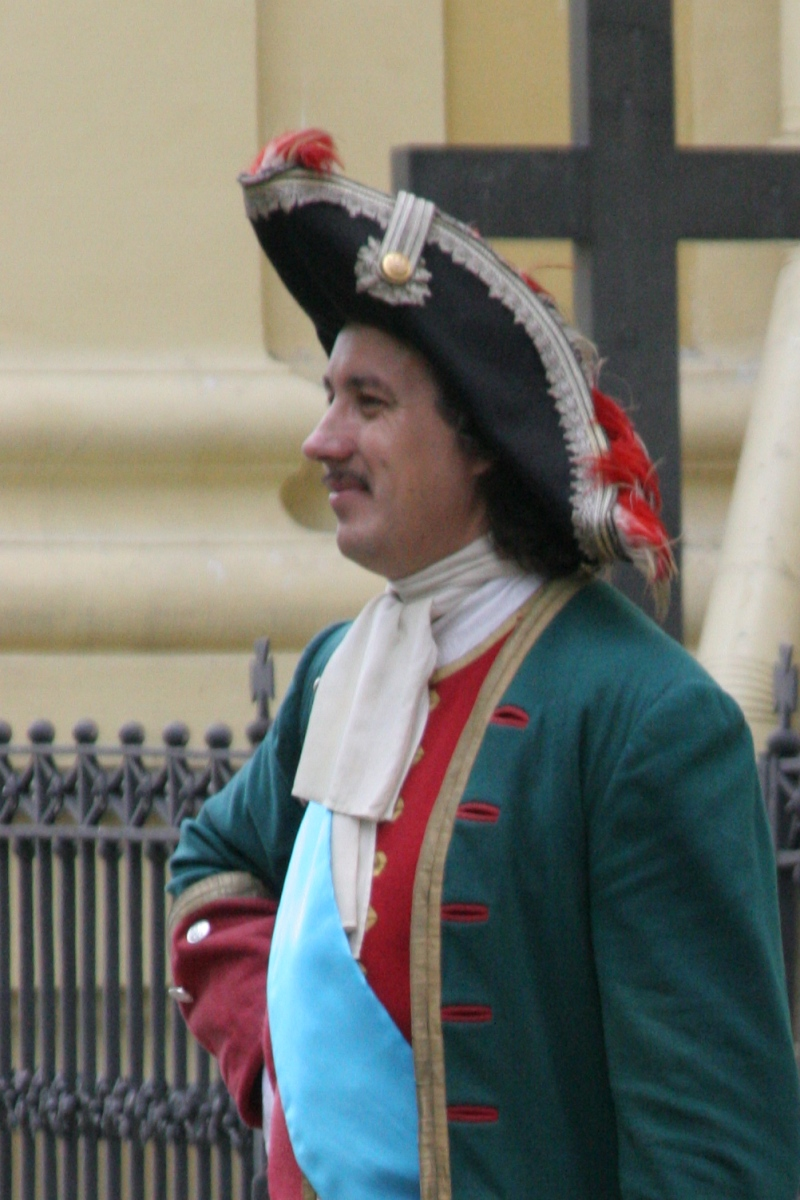
El partit dels barrets va prendre el seu nom del tricorni.

El Partit dels barrets (o simplement els barrets) (en suec hattpartiet o hattarna) va ser un grup polític suec del segle xviii, que va exercir el poder al país durant molt de temps en l'anomenada Era de la llibertat. El nom amb el qual era popularment conegut feia referència al barret tricorn utilitzat pels militars, en una metàfora que al·ludia als sentiments bèl·lics que al principi va tenir el grup.

## Orígens
El partit va tenir el seu origen en la dècada del 1730, i estava format per una unió entre diferents membres del llavors Riksdag dels Estats, la causa comuna dels quals era l'oposició a la política pacifista del canceller Arvid Horn. Entre les forces que van aconseguir coalitzar es trobaven antics membres del dissolt Partit Holstein (partidaris de la candidatura al tron de Carles Frederic de Holstein-Gottorp després de la mort de Carles XII). Aquests polítics havien presentat en principi oposició al rei Frederic I i a partir de la dècada de 1730 van començar a tenir gran influència en la cort i a acaparar el favor del monarca.
Per gaudir de més protagonisme, aquests polítics van animar el creixement de les activitats econòmiques del país, que estava en marxa a causa de l'aplicació de les polítiques mercantilistes de la burgesia sueca. El moviment va adquirir nous aliats eh 1734. Gràcies a la mediació de l'ambaixador francès De Casteja, es va aconseguir l'adhesió d'un sector de l'exèrcit que pretenia involucrar Suècia a la Guerra de Successió Polonesa. França, per la seva banda, buscava a Suècia un aliat contra Rússia. Així es va crear el després anomenat partit dels barrets, que fou el primer partit parlamentari en la història de Suècia.
El partit va tenir objectius patriòtics i econòmics. Va ser partidari d'una política hostil cap a Rússia, país que havia afeblit Suècia després de la Gran Guerra del Nord; pretenia recuperar el prestigi internacional de Suècia i agilitzar el desenvolupament econòmic, sobretot la indústria i el comerç a través de protecció duanera, prominents subsidis de l'Estat i facilitats en els crèdits bancaris; es buscava fomentar la inversió a través d'estímuls econòmics i premis als empresaris.
Arvid Horn va rebutjar la guerra a Polònia. El canceller era recolzat per considerables sectors de la població, però no per un partit organitzat. Al parlament de 1734 Horn va aconseguir evitar la confrontació internacional per sobre dels barrets, però en l'etapa intermèdia entre el següent parlament el partit va aconseguir aixecar, en part gràcies al suport de França, una agitació popular que va aconseguir l'adhesió de gran part de la noblesa i de sectors populars. L'assassinat del diplomàtic suec Malcolm Sinclair en 1739 a mans dels russos va enfortir els barrets i va fer més enèrgica la demanda d'aquests envers una guerra contra Rússia.

## Elsbarretsarriben al poder
El partit va prendre llavors el nom de els barrets, en al·lusió al barret tricorn utilitzat pels militars i en clara referència a les seves intencions bèl·liques cap a Rússia. Els opositors van ser identificats pels mateixos barrets com a timorats i en oposició al barret tricorn, se'ls va adjudicar el nom de gorres de dormir (posteriorment serien coneguts com el Partit de les Gorres). Després de l'assemblea parlamentària de 1738, els  barrets  van aconseguir a la Casa dels Cavallers el suport de la major part de la noblesa, mentre que per mitjà de comissions del partit es va aconseguir guanyar el suport de la majoria de la burgesia. El partit va aconseguir gran organització a través d'una ferma disciplina. Va entrar en confrontació amb Horn, els partidaris ser a poc a poc eliminats del Consell.
La guerra d'agressió contra Rússia de 1741-1743 va acabar malament per a Suècia, el que va comportar crítiques molt dures per al Partit dels Barrets per part del Parlament des de 1742-1743. La direcció del partit va optar per desviar l'atenció cap a un altre tema: la successió al tron, on es va enfrontar als gorres per la qüestió de l'elecció d'Adolf Frederic de Holstein -Gottorp com a hereu. Els pagesos de Dalecàrlia es van aixecar contra els barrets en protesta per les mesures econòmiques que els eren desfavorables i van marxar cap a Estocolm. La rebel·lió de Dalecàrlia i la seva sagnant dissolució van alarmar fortament, ja que davant el temor que els camperols ocupessin el poder, la noblesa i la burgesia van fer front comú amb els barrets, es va esclafar al moviment i el desastre de la guerra contra Rússia va quedar relegat. No obstant això, els generals Charles Emil Lewenhaupt i Henrik Magnus von Buddenbrock van ser decapitats a Norrtull i Estocolm per la mala administració de la guerra.
En la dècada del 1750 el partit va obtenir un nou rol com a protecció parlamentària primària contra les tendències expansives del poder reial i el nou Hovpartiet (partit de la cort). Després que l'intent de revolució reial fracassés el 1756 el Partit dels Barrets es mantingué a l'altura del seu poder. Estava estretament associat amb França, el seu programa de les conquestes va ser substituït per la reclamació d'una forta modernització de les forces de defensa de Suècia, principalment a través de grans fortificacions a Finlàndia i la formació d'una flota d'arxipèlag.
El seu programa econòmic, desenvolupat des de 1738 al 1756, va donar lloc a una prosperitat més gran de la indústria, el comerç i la cultura, de la que Suècia hagués gaudit abans.

## Decadència
Des de finals de la dècada del 1750 va començar el declivi del partit. Suècia ara estava involucrada en la política exterior francesa i es va veure embolicada en Guerra dels Set Anys de 1756-1763. La participació de Suècia (1757-1762) arribà a ser coneguda com a Guerra de Pomerània. La guerra va dividir el Partit dels Barrets, però va alimentar l'oposició, i el Parlament es va adonar de la posició afeblida del governant Partit dels Barrets. Una facció del partit, insatisfeta amb la direcció del partit, formà amb Carl Fredrik Pechlin com a líder una facció pròpia, anomenada Partit Rural. Des que Pechlin el 1761 va passar al Hovpartiet, la facció del partit es dissolgué.
El 1763 va començar una crisi en el comerç, que va ser devastadora per a l'economia. En aquesta situació, gran part de la població es va inclinar cap als gorres, que es van unir al partit de la cort.
La diplomàcia russa va tornar a cobrar rellevància en la lluita partidària. Aprofitant que França estava impossibilitada de donar suport als barrets, els russos afavoriren els gorres. Al parlament de 1765 i 1756, el partit dels barrets es va ensorrar i els gorres van accedir al poder. Llavors els barrets es van aliar amb el seu antic enemic, el partit de la cort, i així van combatre els gorres. Gràcies a aquesta aliança els barrets van poder aconseguir majoria al parlament en 1769; però en l'estiu de 1772 novament van ser derrotats pels gorres.
La divisió en el partit va continuar, i un gran nombre dels seus seguidors van decidir unir-se al voltant de Gustau III (rei des 1771) van saludar amb alegria l'incruent cop d'Estat, que l'agost de 1772 va posar fi a l'Era de la Llibertat i al seu sistema de partits